# Robertsonidra oligopus
Robertsonidra oligopus är en mossdjursart som först beskrevs av Robertson 1908.  Robertsonidra oligopus ingår i släktet Robertsonidra och familjen Robertsonidridae. Inga underarter finns listade i Catalogue of Life.